# Strzegów, Opole Voivodeship
Strzegów [ˈstʂɛɡuf] (tiếng Đức: Striegendorf) là một ngôi làng thuộc khu hành chính của Gmina Grodków, thuộc huyện Brzeg, Opole Voivodeship, ở phía tây nam Ba Lan. Nó nằm cách khoảng 8 kilômét (5 mi) về phía tây nam của Grodków, cách 29 km (18 mi) về phía tây nam xửa Brzeg và 47 km (29 mi) về phía tây trung tâm của khu vực khu vực Opole.
Trước năm 1945, khu vực này là một phần của Đức (xem phần Thay đổi lãnh thổ của Ba Lan sau Thế chiến II).